# Division 2 1938-1939
La Division 2 1938-1939 è stata la sesta edizione della Division 2, la seconda serie del campionato francese di calcio. Composta da 23 squadre è stata vinta dal Red Star.
Capocannonieri sono stati Harold Newell del Boulogne e Fernand Planquès del Toulouse con 39 gol.

## Classifica finale
| Pos. | Squadra             | G  | Punti | V  | N  | P  | GF  | GS  |             |
| ---- | ------------------- | -- | ----- | -- | -- | -- | --- | --- | ----------- |
| 1    | Red Star Paris      | 40 | 64    | 27 | 10 | 3  | 107 | 51  | Promossa    |
| 2    | Stade Rennais       | 40 | 60    | 27 | 6  | 7  | 112 | 51  | Promossa    |
| 3    | Nancy               | 40 | 49    | 21 | 7  | 12 | 68  | 50  |             |
| 4    | Toulouse            | 40 | 48    | 20 | 8  | 12 | 79  | 49  |             |
| 5    | Colmar              | 40 | 48    | 18 | 12 | 10 | 83  | 60  |             |
| 6    | Stade Reims         | 40 | 47    | 19 | 9  | 12 | 70  | 46  | Sale nel'45 |
| 7    | Mulhouse            | 40 | 47    | 19 | 9  | 12 | 92  | 77  |             |
| 8    | Nice                | 40 | 44    | 19 | 6  | 15 | 79  | 54  |             |
| 9    | Charleville         | 40 | 43    | 18 | 7  | 15 | 72  | 77  |             |
| 10   | US Boulogne         | 40 | 36    | 15 | 6  | 19 | 84  | 85  |             |
| 11   | Girondins Bordeaux  | 40 | 36    | 15 | 6  | 19 | 70  | 78  | Sale nel'45 |
| 12   | Valenciennes        | 40 | 35    | 15 | 5  | 20 | 59  | 69  |             |
| 13   | CA Paris            | 40 | 34    | 12 | 10 | 18 | 70  | 69  |             |
| 14   | Nîmes Olympique     | 40 | 34    | 12 | 10 | 18 | 49  | 81  |             |
| 15   | Longwy              | 40 | 32    | 14 | 4  | 22 | 80  | 96  |             |
| 16   | RC Arras            | 40 | 32    | 10 | 12 | 18 | 47  | 64  |             |
| 17   | Montpellier         | 40 | 31    | 11 | 9  | 20 | 52  | 76  |             |
| 18   | AS Troyes           | 40 | 31    | 13 | 5  | 22 | 61  | 96  |             |
| 19   | Olympique Alès      | 40 | 30    | 12 | 6  | 22 | 50  | 76  |             |
| 20   | Olympique Dunkerque | 40 | 30    | 11 | 8  | 21 | 76  | 119 |             |
| 21   | Hautmont            | 40 | 29    | 8  | 13 | 19 | 61  | 97  |             |
| 22   | Dieppe              | 0  | 0     | 0  | 0  | 0  | 0   | 0   | Retrocessa  |
| 23   | Tourcoing           | 0  | 0     | 0  | 0  | 0  | 0   | 0   | Retrocessa  |

G = Partite giocate; V = Vittorie; N = Nulle/Pareggi; P = Perse; GF = Goal fatti; GS = Goal subiti; 
 Kolmer e Mülhausen annesse dalla DFB nazista nel 1940.